# Lars Knudsen (allenatore)
Lars Hosbond Knudsen (Aalborg, 2 febbraio 1977) è un allenatore di calcio danese, vice allenatore dell'Augusta.

## Carriera
Dopo aver guidato per sette anni la formazione Under-17 dell'Aalborg, e aver trascorso sei mesi in prima squadra, nel 2016 si trasferisce al Midtjylland, con cui resta fino all'estate del 2018. Diventato quindi il tecnico della nazionale under 18 danese e di quella under 20, il 6 dicembre 2019 firma un rinnovo biennale con la federazione danese; divenuto nel frattempo tecnico della nazionale under 19, il 6 gennaio 2022 prolunga il proprio contratto fino al 2024.
Nel successivo mese di giugno lascia gli incarichi con la DBU ed entra a far parte dello staff tecnico della nazionale statunitense; contestualmente lavora anche per il Leicester City, che lascia al termine della stagione, in seguito alla retrocessione.
Il 20 gennaio 2024 diventa collaboratore tecnico nello staff di Jess Thorup all'Augusta; nella stagione successiva viene nominato, assieme a Jacob Friis, vice allenatore della squadra.
L'8 marzo dello stesso anno entra nello staff della nazionale danese; confermato nel ruolo, il 26 agosto diventa commissario tecnico ad interim, sostituendo Morten Wieghorst, indisponibile per motivi di salute. Guida i biancorossi anche nelle due successive partite di UEFA Nations League, tornando poi a ricoprire il ruolo di collaboratore con la nomina di Brian Riemer.

## Statistiche da allenatore

### Nazionale danese nel dettaglio
| ago.-ott. 2024   | Danimarca        | UEFA Nations League 2024-2025 | nel Gruppo 2     | 4 | 2 | 1 | 1 | 50,00 | 6 | 3 | +3 |
| Totale Danimarca | Totale Danimarca | Totale Danimarca              | Totale Danimarca | 4 | 2 | 1 | 1 | 50,00 | 6 | 3 | +3 |

### Panchine da commissario tecnico della nazionale danese
| Cronologia completa delle presenze e delle reti in nazionale ― Danimarca | Cronologia completa delle presenze e delle reti in nazionale ― Danimarca | Cronologia completa delle presenze e delle reti in nazionale ― Danimarca | Cronologia completa delle presenze e delle reti in nazionale ― Danimarca | Cronologia completa delle presenze e delle reti in nazionale ― Danimarca | Cronologia completa delle presenze e delle reti in nazionale ― Danimarca | Cronologia completa delle presenze e delle reti in nazionale ― Danimarca | Cronologia completa delle presenze e delle reti in nazionale ― Danimarca |
| Data                                                                     | Città                                                                    | In casa                                                                  | Risultato                                                                | Ospiti                                                                   | Competizione                                                             | Reti                                                                     | Note                                                                     |
| ------------------------------------------------------------------------ | ------------------------------------------------------------------------ | ------------------------------------------------------------------------ | ------------------------------------------------------------------------ | ------------------------------------------------------------------------ | ------------------------------------------------------------------------ | ------------------------------------------------------------------------ | ------------------------------------------------------------------------ |
| 5-9-2024                                                                 | Copenaghen                                                               | Danimarca                                                                | 2 – 0                                                                    | Svizzera                                                                 | UEFA Nations League 2024-2025 - 1º turno                                 | Patrick Dorgu Pierre-Emile Højbjerg                                      | Cap: P. Højbjerg                                                         |
| 8-9-2024                                                                 | Copenaghen                                                               | Danimarca                                                                | 2 – 0                                                                    | Serbia                                                                   | UEFA Nations League 2024-2025 - 1º turno                                 | Albert Grønbæk Yussuf Poulsen                                            | Cap: P. Højbjerg                                                         |
| 12-10-2024                                                               | Murcia                                                                   | Spagna                                                                   | 1 – 0                                                                    | Danimarca                                                                | UEFA Nations League 2024-2025 - 1º turno                                 | -                                                                        | Cap: P. Højbjerg                                                         |
| 15-10-2024                                                               | San Gallo                                                                | Svizzera                                                                 | 2 – 2                                                                    | Danimarca                                                                | UEFA Nations League 2024-2025 - 1º turno                                 | Gustav Isaksen Christian Eriksen                                         | Cap: P. Højbjerg                                                         |
| Totale                                                                   |                                                                          | Presenze                                                                 | 4                                                                        |                                                                          | Reti                                                                     | 6                                                                        |                                                                          |